# Крэнстон, Толлер
То́ллер Крэ́нстон (англ. Toller Shalitoe Montague Cranston; 20 апреля 1949, Гамильтон, провинция Онтарио — 24 января 2015, Сан-Мигель-де-Альенде) — канадский фигурист, бронзовый призёр Олимпийских игр 1976 года, бронзовый призёр чемпионата мира 1974 года, серебряный призёр Чемпионата Северной Америки 1971 года, шестикратный чемпион Канады (1971—1976 годов) в мужском одиночном катании.

## Биография
С детства мечтал о карьере танцора, с сестрой посещал балетный класс. В 7 лет начал заниматься фигурным катанием. На чемпионате Канады в 1968 познакомился с Эллен Бурка (Ellen Burka), которая стала его постоянным тренером. К 1970 окончил школу изящных искусств в Монреале, став профессиональным художником. В том же году дебютировал на чемпионате мира. В 1971 впервые выиграл чемпионат Канады (затем побеждал все годы по 1976-й). В 1972 на чемпионате мира выигрывает произвольную программу, получив одну оценку 6,0. На чемпионате мира 1974 вновь выиграл произвольную программу (судьи выставили две оценки 6,0 за артистизм), впервые представил свой показательный номер «Паяцы» на муз. Р. Леонкавалло, ставший его визитной карточкой. В январе 1975 выступил с этим номером в качестве гостя на турнире на призы газеты «Московские новости», это легендарное выступление  вызвало огромный интерес советских зрителей. На Олимпиаде-76 был седьмым в «школе», выиграл короткую программу, но уступил Дж. Карри произвольную (исполнив тройной сальхов и тройной риттбергер, ошибся на тройном тулупе), оказавшись в итоге третьим.
Затем Крэнстон перешёл в профессионалы, стал комментатором CBS, хореографом для ряда известных фигуристов. В 1997 завершил карьеру в фигурном катании Прощальным балом, переехал в Мексику и занимается только рисованием. В 1997 написал с М. Л. Кимбэлл автобиографичную книгу «Zero Tollerance», описав свою гомосексуальную связь с олимпийским чемпионом О.Непелой.
Крэнстон оказал огромное влияние на развитие мужского фигурного катания выведя на новый, высокий уровень художественную, артистическую его составляющую. Отличался изысканным стилем, высокой пластикой и красотой линий, утончённой музыкальностью. Ввёл в фигурное катание некоторые оригинальные элементы, снискав любовь зрителей во всём мире (в том числе в СССР). Владел тремя тройными прыжками (риттбергером, сальховом и тулупом, в которых вращение шло по часовой стрелке), вращался в обе стороны. На чемпионатах мирового уровня поднимался не выше второй ступени пьедестала. Основной причиной, мешавшей Крэнстону выигрывать, было слабое исполнение обязательных фигур.
Имя Крэнстона вписано в Канадский Олимпийский Зал Славы (Canadian Olympic Hall of Fame, 1976), Зал славы канадского фигурного катания (Canadian Figure Skating Hall of Fame, 1997), он награждён орденом Канады (1977). В 2004 году включён в Зал Славы мирового фигурного катания.
Проживал в городе Сан-Мигель-де-Альенде (Мексика). 24 января 2015 года тело бывшего спортсмена было обнаружено в его доме.

## Спортивные достижения
| Соревнования/Сезоны         | 1962-63 | 1963-64 | 1967-68 | 1968-69 | 1969-70 | 1970-71 | 1971-72 | 1972-73 | 1973-74 | 1974-75 | 1975-76 |
| --------------------------- | ------- | ------- | ------- | ------- | ------- | ------- | ------- | ------- | ------- | ------- | ------- |
| Зимние Олимпиады            |         |         |         |         |         |         | 9       |         |         |         | 3       |
| Чемпионаты мира             |         |         |         |         | 13      | 11      | 5       | 5       | 3       | 4       | 4       |
| Чемпионаты Северной Америки |         |         |         | 6       |         | 2       |         |         |         |         |         |
| Чемпионаты Канады           | 3 Юн.   | 1 Юн.   | 4       | 3       | 2       | 1       | 1       | 1       | 1       | 1       | 1       |
| Skate Canada International  |         |         |         |         |         |         |         |         | 1       |         | 1       |
| St. Gervais                 |         |         |         |         | 3       |         |         |         |         |         |         |